# Fila Fresh Crew
Fila Fresh Crew був гуртом, що виконував пісні у стилі хіп-хоп Західного узбережжя і був заснованим у Далласі, Техас, складався з Fresh K, Dr. Rock та The D.O.C. (раніше відомий, як Doc-T).

## Коротка біографія учасників
Репера Dr. Rock вважали за Dr. Dre під час його перебування як DJ на World Class Wreckin' Cru. Він допоміг заснувати Fila Fresh Crew під час запису альбому N.W.A. and the Posse у 1987 році. Рік потому група випустила незначні пісні (записані у Macola Records), хоча гурт розпався у 1988 році. Doc-T змінив своє ім'я на The D.O.C. і вніс значний внесок до дебютного альбому Eazy-E, а згодом допоміг розвитку Gangsta-Rap-гурту N.W.A., ставши автором багатьох пісень, записаних у Ruthless Records (згодом Death Row Records). Однак The D.O.C. найбільше пам'ятають за його дебютний альбом No One Can Do It Better з його неперевершеним синглом «It's Funky Enough». У той же час, Dr. Rock продовжує перездавати роботи його колишнього гурту і записує свій соло-альбом під своїм новим псевдонімом Fela Fresh Crew.

## Дискографія
N.W.A.
- N.W.A. and the Posse (1987) Macola Records/Ruthless.

The Fila Fresh Crew
- Tuffest Man Alive (1988) Macola Records.

The Fela Fresh Crew
- Taking Charge (1991) Par Records.